# Leon Keyserling
Leon Keyserling (ur. 11 stycznia 1908 w Charleston, zm. 9 sierpnia 1987 w Waszyngtonie – amerykański ekonomista, pełniący funkcję przewodniczącego Zespołu Doradców Ekonomicznych w latach 1949–1950, przewodniczący 1950–1953.
W latach 1933–1946 był doradcą Senatu w różnych kwestiach społecznych, gospodarczych, przemysłowych i finansowych, w tym czasie pełnił również funkcję asystenta legislacyjnego senatora Demokratycznego Nowego Jorku Roberta F. Wagnera.